# Memorias de Leticia Valle
Memorias de Leticia Valle es una novela de la escritora española Rosa Chacel, publicada en 1945.

## Argumento
Narrada en primera persona, Leticia Valle, una preadolescente de casi doce años, desde su residencia junto con sus tíos en Suiza, rememora los acontecimientos que precipitaron su salida de España. Recuerda cómo se instaló con su familia en la ciudad de Simancas, ya que su padre, que había combatido en la guerra de Marruecos, necesitaba tranquilidad para recuperarse. En la localidad castellana, Leticia comenzó a recibir clases de música de Doña Luisa. El marido de esta, Don Daniel, también se convierte en su profesor. Sin embargo, este contexto, con una Leticia despertando a la vida, propicia un escándalo en la pequeña población que deriva en tragedia con el suicidio del profesor.

## Adaptaciones
La novela fue llevada a la gran pantalla en 1980, por Miguel Ángel Rivas, con Emma Suárez, en el papel de Leticia, y Ramiro Oliveros, como Don Daniel.